# Hideto Tanihara
Hideto Tanihara (jap. 谷原秀人 Tanihara Hideto;  ur. 16 listopada 1978 w Onomichi), golfista japoński.
W 2001 rozpoczął występy w gronie zawodowców, od 2002 regularnie uczestniczy w cyklu turniejów Japan Golf Tour. W ramach tych rozgrywek odniósł do sierpnia 2006 cztery zwycięstwa turniejowe. W sierpniu 2006 udanie startował w wielkoszlemowej imprezie The Open Championship (British Open), zajmując wspólnie z Hiszpanem Sergio Garcíą piąte miejsce.

## Zwycięstwa turniejowe
- 2003 Mandom Yomiuru Open
- 2004 Asia Japan Okinawa Open (turniej rozegrano w 2003, ale zaliczono do cyklu Japan Golf Tour 2004)
- 2006 JCB Classic Sendai, Sun Chlorella Classic